# Jungermannia nigrescens
Jungermannia nigrescens là một loài Rêu trong họ Jungermanniaceae. Loài này được Mitt. mô tả khoa học đầu tiên năm 1851.